# Єрмоленко Олександр Силович
Олександр Силович Єрмо́ленко (нар. 20 лютого 1890, Новотроїцьке — пом. 20 серпня 1975, Самарканд) — український радянський живописець і графік.

## Біографія
Народився 8 [20] лютого 1890 року в селі Новотроїцькому (нині Бердянський район Запорізької області, Україна). 
В 1920-1921 навчався у Воєнно-художній студії в Києві.
Упродовж 1922—1926 років навчався у Київському художньому інституті, зокрема у Федора Кричевського.
У 1926 році був одним з організаторів Асоціації художників Червоної України. Того ж року (за іншим джерелом — 1927 року) переїхав до Самарканда, де у 1934 році був ініціатором створення місцевої організації Спілки художників Узбецької РСР. Помер в Самарканді 20 серпня 1975 року.

## Творчість
Серед робіт:
- «Розстріл 1905» (1925, у співавторстві);
- «Вечір над задніпровськими просторами» (1926);
- «Гуцуля» (1926);
- «Міст Тамерлана» (1927);
- «На околиці Самарканда» (1935);[1]
- «Кораблі пустині» (1935);[1]
- «Гірський кишлак у Верхньому Ургуті» (1947).